# 85179 Meistereckhart
85179 Meistereckhart è un asteroide della fascia principale. Scoperto nel 1990, presenta un'orbita caratterizzata da un semiasse maggiore pari a 2,3711054 UA e da un'eccentricità di 0,1818696, inclinata di 1,77803° rispetto all'eclittica.
L'asteroide è dedicato al teologo tedesco Meister Eckhart.